# Anurostreptus barthelemyae
Anurostreptus barthelemyae är en mångfotingart som beskrevs av Demange 1961. Anurostreptus barthelemyae ingår i släktet Anurostreptus och familjen Harpagophoridae. Inga underarter finns listade i Catalogue of Life.